# Entephria desperata
Entephria desperata là một loài bướm đêm trong họ Geometridae.